# Antitrichia californica
Antitrichia californica är en bladmossart som beskrevs av Sullivant in Lesquereux 1865. Antitrichia californica ingår i släktet Antitrichia och familjen Leucodontaceae. Inga underarter finns listade i Catalogue of Life.